# Fejervarya kawamurai
Espèce
Fejervarya kawamurai est une espèce d'amphibiens de la famille des Dicroglossidae.

## Répartition
Cette espèce se rencontre :
- au Japon dans l'ouest du Honshū, à Shikoku, à Kyūshū, aux îles Amami et aux îles Okinawa.
- à Taïwan ;
- en Chine.

Elle a été introduite dans la région de Kantō et sur l'île Tsushima.

## Description
Les mâles mesurent de 30,7 à 41,8 mm et les femelles de 36,8 à 48,7 mm.

## Étymologie
Cette espèce est nommée en l'honneur de Toshijiro Kawamura.

## Publication originale
- Djong, Matsui, Kuramoto, Nishioka & Sumida, 2011 : A new species of the Fejervarya limnocharis complex from Japan (Anura, Dicroglossidae). Zoological Science, vol. 28, p. 922-929 (texte intégral).